# (7729) Golovanov
(7729) Golovanov est un astéroïde de la ceinture principale.

## Description
(7729) Golovanov est un astéroïde de la ceinture principale. Il fut découvert le 24 août 1977 à Naoutchnyï par Nikolaï Tchernykh. Il présente une orbite caractérisée par un demi-grand axe de 2,26 UA, une excentricité de 0,18 et une inclinaison de 6,4° par rapport à l'écliptique.

## Compléments